# Уайтхед, Джимми
Джеймс Уа́йтхед (англ. James Whitehead), более известный как Джи́мми Уа́йтхед (англ. Jimmy Whitehead; 4 июля 1870 — 20 августа 1929) — английский футболист, нападающий. Выступал за футбольные клубы «Аккрингтон», «Блэкберн Роверс», «Манчестер Сити» и «Аккрингтон Стэнли», а также за национальную сборную Англии.

## Клубная карьера
Уроженец Черча (Ланкашир), Уайтхед начал футбольную карьеру в юношеской команде «Пил Бэнк». В 1890 году стал игроком клуба «Аккрингтон», выступавшего в Футбольной лиге. Дебютировал за клуб 27 сентября 1890 года в матче против «Эвертона». Провёл в команде три сезона, сыграв 73 матча и забив 24 гола.
В июне 1893 года перешёл в «Блэкберн Роверс» за 100 фунтов стерлингов («Эвертон» предлагал за его переход 50 фунтов). 2 сентября 1893 года дебютировал за «Роверс» в матче против «Дарвена». Провёл в команде четыре сезона, сыграв 85 матчей и забив 22 гола.
В сентябре 1897 года перешёл в «Манчестер Сити». Дебютировал за команду 23 октября 1897 года в игре против «Дарвена». Последний матч за клуб провёл 24 сентября 1898 года (против «Линкольн Сити»). Всего провёл за «Манчестер Сити» 26 матчей и забил 6 голов.
С декабря 1899 выступал за клуб «Аккрингтон Стэнли», выступавший в Комбинации Ланкашира.

## Карьера в сборной
13 марта 1893 года дебютировал за национальную сборную Англии, выйдя на позиции правого инсайда в матче Домашнего чемпионата против сборной Уэльса на стадионе «Виктория Граунд» в Сток-он-Тренте, в котором хозяева победили со счётом 6:0.
3 марта 1894 года провёл свою вторую (и последнюю) игру за сборную Англии, выйдя на поле стадиона «Солитьюд» в Белфасте в матче Домашнего чемпионата против сборной Ирландии. Матч завершился вничью со счётом 2:2.

## Достижения
Сборная Англии
- Победитель Домашнего чемпионата Великобритании: 1893